# めじろんnimoca
めじろんnimoca（めじろんニモカ）は、西日本鉄道（西鉄）グループの株式会社ニモカが発行しているサイバネ規格のICカード乗車券「nimoca」の一種で、大分県に本社を置く大分交通、大分バス、亀の井バスのバス会社3社が数量限定で発売していたICカードの名称およびnimocaのシステムの同3社における独自の名称である。
2010年12月18日からめじろんnimoca総合カウンターおよび大分交通・大分バスのバスセンター・バス営業所で発売を開始し、同年12月26日に、同2社でnimoca導入とともにバス車内でも発売を開始。亀の井バスでは2011年3月20日に同社のnimoca導入とともに発売を開始した。

## 概要
西鉄電車・バスを中心に、主に福岡県内で導入されているnimocaのカードデザインを大分県向けに変更しただけのICカード乗車券であり、利用施設やチャージ場所およびポイント付与などの使用条件は通常デザインのnimocaと全て同じである。
大分地区のバス事業3社は磁気式の大分共通バスカードを共通乗車券として発行していたが、機器の生産中止等によってシステムの維持が困難となったため、国・県の補助を利用してICカードを導入することを検討。当初は、独自方式のICカード発行も検討されたが、コスト面を考慮してnimocaのシステムを利用したICカードの導入が決定された。
上記3社と地場企業、株式会社ニモカの共同出資で、2010年3月10日に大分ICカード開発株式会社を設立。同社はめじろんnimocaのシステムの管理運営を担当するが、株式会社ニモカと代理店契約を結ぶ方式を採ることにより、大分独自のサービスを行うことを可能にしている。なお、独自カード自体の発行者も通常デザインのnimocaと同じ株式会社ニモカであり、裏面の説明には「めじろん大分県第96号」と書かれためじろんの使用許諾に関わる文面が追加されているだけである。
カード及びサービスの名称には、公募の結果、大分県の応援団"鳥"である「めじろん」が取り入れられた。カードデザインは、めじろんとnimocaのキャラクターのフェレットとが並んで描かれている。現在は「めじろんnimoca」オリジナルデザインカードの在庫がなくなり、西鉄などと同様の通常デザインのnimocaを「めじろんnimoca」扱いで販売している。
めじろんnimocaの導入により、大分共通バスカードは2011年6月30日限りで発売終了、同年12月31日限りで利用停止し廃止された。

## 利用範囲
nimocaと同一である。大分県内における導入範囲を以下に記す。

### バスでの利用
当初は、大分交通の大分市内路線全線と、大分バスの大分市内路線全線および大分 - 向の原間、大分 - 竹田間、大分 - 臼杵間、大分 - 佐伯間の各路線に導入され、その後、2011年3月20日に大分交通の別府市内路線、大分 - 別府間、大分 - 国東間、大分・別府 - 大分空港間「エアライナー」、大分バスの佐伯市内路線、佐伯・臼杵 - 大分空港間「佐臼ライナー」、亀の井バス一般路線全線に導入され、3社の計443台のバスで利用可能となった。
大分交通の地域子会社である大交北部バス・国東観光バス・玖珠観光バス、大分バスの地域子会社である大野竹田バス・臼津交通では導入されていない。
大分県内を通る高速バス路線では、以下の路線で使用可能。
- 「ひた号」全便
- 「ゆふいん号」全便
- 「とよのくに号」スーパーノンストップ(西鉄バス運航便)・ノンストップ・各停便
- 福岡 - 黒川温泉間 日田バス運行便

また上記3社以外が大分県内で運行する一般路線バスのうち、西鉄バス久留米が運行する田篭線、日田バスが運行する日田市コミュニティバス「ひたはしり号」ではnimocaが導入されており、めじろんnimocaも利用可能である。
日田バスも大分県のバス事業者ではあるが、大分ICカード開発の構成企業ではなく、親会社である西日本鉄道のICカード事業部が日田バスも担当しているため、めじろんnimocaとして扱われてはいない。

#### 乗り継ぎ割引
大分交通・大分バス・亀の井バスの同一バス停でnimocaを使い60分以内にバスを乗り継いだ場合、乗り継いだ後のバスの運賃が60円割引される。この3社のうちのいずれかであれば、乗り継ぐ前と乗り継いだ後のバスの運行会社が異なっていても割引される。乗り継いだ後の運賃が160円未満であった場合は、運賃が100円になる。
nimoca（および完全互換仕様で別名で発行されるカード）以外のカード（相互利用カード）は対象外。

### 電子マネー
大分県内のローソン全店でnimocaが利用可能となっており、これらの店舗ではめじろんnimocaが発売開始当初から利用可能である。また、今後、大分県内の加盟店を拡大する予定である。
めじろんnimocaを利用してバスに乗車し、地元の商業施設で買い物をした場合に、ポイントを付与するサービス等も検討されている。

## 種類
nimocaと同様、無記名式のめじろんnimoca、記名式で加盟店での買い物でもポイントが加算されるスターめじろんnimocaがある。クレジットカード機能付きのnimocaはめじろんnimocaではなく、西鉄などのnimocaと同様のデザインで発行される。

## 相互利用

相互利用関係（クリックで拡大）

相互利用（片利用を含む）の範囲、相互利用に関する制限などはnimocaと同一である。九州旅客鉄道（JR九州）のSUGOCA、福岡市交通局（福岡市営地下鉄）のはやかけん、東日本旅客鉄道（JR東日本）のSuicaなど、全国交通系ICカード相互利用サービスに参加している各ICカードとの相互利用が可能である。
大分県内において、めじろんnimocaと相互利用可能であるSUGOCAが利用できる駅は、2012年12月1日現在、日豊本線の中津駅 - 幸崎駅、豊肥本線の中判田駅 - 大分駅間、久大本線の向之原駅 - 大分駅間となっている。2012年11月30日までは、福岡県に隣接する中津駅のみ利用可能であった。